# Драганич
45°36′ пн. ш. 15°36′ сх. д. / 45.6° пн. ш. 15.6° сх. д.
Драганич (хорв. Draganić) – громада в Карловацькій жупанії Хорватії.

## Населення
Населення громади за даними перепису 2011 року становило 2 741 осіб. 
Динаміка чисельності населення громади:
Динаміка чисельності населення центру громади: